# Thanyaburi
Thanyaburi (ธัญบุรี) est une ville de Thaïlande, située dans la province de Pathum Thani, au nord de Bangkok.